# Diedonneé Mposhi Kibambe
Diedonneé Mposhi Kibambe, né le 06 Juillet 1965 dans la province de Tanganyika  en République Démocratique du Congo,est un homme politique congolais, membre de l’Action Commune pour le Progrès – Alliance (ACP-A). Il est député national à l’Assemblée nationale de la République démocratique du Congo, où il siège depuis 2019.

## Biographie
Diedonneé Mposhi Kibambe, né à Tanganyika, s’engage dans la vie politique congolaise au sein du parti ACP-A. Il est élu député national pour la première fois lors des élections législatives de 2018 et entame son premier mandat le 13 février 2019, qui s’achève le 15 décembre 2023.
Reconduit pour un second mandat, il reprend ses fonctions le 12 février 2024. Il est membre de la Commission Genre, Famille et Enfant, où il s’implique dans les questions liées à l’équité, la protection de l’enfance et la promotion des droits des femmes.

## Carrière politique
Dieudonné Mposhi Kibambe fait ses premiers pas sur la scène politique dans sa province d’origine. Il se distingue par son militantisme local avant d’accéder à des responsabilités nationales.
Il rejoint l'Action Commune pour le Progrès – Alliance (ACP-A), un parti politique allié à la majorité présidentielle. Son engagement au sein de ce parti le conduit à être élu député national lors des élections législatives de décembre 2018. Son premier mandat débute le 13 février 2019 et s’achève le 15 décembre 2023.
Durant ce mandat, il siège dans la Commission Genre, Famille et Enfant, où il participe à plusieurs travaux législatifs sur la protection des droits des femmes et des enfants.
En 2023, il est réélu pour un second mandat législatif qui débute officiellement le 12 février 2024. Il conserve sa place au sein de la même commission, poursuivant son engagement pour les questions sociales et les inégalités de genre.